# Erwin Vandenbergh
Erwin Vandenbergh (n 26 ianuarie, 1959) este un fost jucător de fotbal belgian.

## Premii obținute
- Gheata de aur (19)